# Nuoto artistico ai campionati mondiali di nuoto 2019
Le gare di nuoto artistico (prima chiamato nuoto sincronizzato) ai campionati mondiali di nuoto 2019 si sono svolte dal 12 al 20 luglio 2019, presso il ginnasio Yeomju, nella città sudcoreana di Gwangju. Sono state disputate un totale di 10 gare: 8 femminili e 2 miste.

## Calendario
| Data           | Ora (UTC+9) | Evento                        |
| -------------- | ----------- | ----------------------------- |
| 12 luglio 2019 | 11:00       | Preliminari singolo tecnico   |
| 12 luglio 2019 | 16:00       | Preliminari duo tecnico       |
| 13 luglio 2019 | 11:00       | Preliminari duo misto tecnico |
| 13 luglio 2019 | 19:00       | Finale singolo tecnico        |
| 14 luglio 2019 | 11:00       | Preliminari squadre tecnico   |
| 14 luglio 2019 | 19:00       | Finale duo tecnico            |
| 15 luglio 2019 | 11:00       | Preliminari singolo libero    |
| 15 luglio 2019 | 17:00       | Finale duo misto tecnico      |
| 15 luglio 2019 | 19:00       | Finale squadre highlight      |
| 16 luglio 2019 | 11:00       | Preliminari duo libero        |
| 16 luglio 2019 | 19:00       | Finale squadre tecnico        |
| 17 luglio 2019 | 11:00       | Preliminari squadre libero    |
| 17 luglio 2019 | 19:00       | Finale singolo libero         |
| 18 luglio 2019 | 11:00       | Preliminari libero combinato  |
| 18 luglio 2019 | 19:00       | Finale duo libero             |
| 19 luglio 2019 | 11:00       | Preliminari duo misto libero  |
| 19 luglio 2019 | 19:00       | Finale squadre libero         |
| 20 luglio 2019 | 17:00       | Finale duo misto libero       |
| 20 luglio 2019 | 19:00       | Finale libero combinato       |

## Podi
| Evento                                | Oro | Punti   | Argento | Punti   | Bronzo | Punti   |
| Singolo                               | |         | |         | |         |
| Programma tecnico (Dettagli)          | Svetlana Kolesničenko | 95,0023 | Ona Carbonell | 92,5002 | Yukiko Inui | 92,3084 |
| Programma libero (Dettagli)           | Svetlana Romašina | 97,1333 | Ona Carbonell | 94,5667 | Yukiko Inui | 93,2000 |
| Duo                                   | |         | |         | |         |
| Programma tecnico (Dettagli)          | Russia Svetlana Kolesničenko Svetlana Romašina | 95,9010 | Cina Huang Xuechen Sun Wenyan | 94,0072 | Ucraina Marta Fjedina Anastasija Savčuk | 92,5847 |
| Programma libero (Dettagli)           | Russia Svetlana Kolesničenko Svetlana Romašina | 97,5000 | Cina Huang Xuechen Sun Wenyan | 95,7667 | Ucraina Marta Fjedina Anastasija Savčuk | 94,1000 |
| Duo misto                             | |         | |         | |         |
| Programma tecnico (Dettagli)          | Russia Majja Gurbanberdieva Aleksandr Maltsev | 92,0749 | Italia Manila Flamini Giorgio Minisini | 90,8511 | Giappone Atsushi Abe Yumi Adachi | 88,5113 |
| Programma libero (Dettagli)           | Russia Majja Gurbanberdieva Aleksandr Maltsev | 92,9667 | Italia Manila Flamini Giorgio Minisini | 91,8333 | Giappone Atsushi Abe Yumi Adachi | 90,4000 |
| Squadre                               | |         | |         | |         |
| Programma tecnico (Dettagli)          | Russia Anastasija Archipovskaja Vlada Čigirëva Mayya Doroshko Maryna Golyadkina Veronika Kalinina Polina Komar Alla Shishkina Marija Šuročkina                                                | 96,9426 | Cina Feng Yu Guo Li Huang Xuechen Liang Xinping Sun Wenyan Wang Qianyi Xiao Yanning Yin Chengxin                                                                      | 95,1543 | Ucraina Maryna Aleksiiva Vladyslava Aleksiiva Marta Fiedina Yana Nariezhna Kateryna Reznik Anastasiya Savchuk Alina Shynkarenko Yelyzaveta Yakhno                                             | 93,4514 |
| Programma libero (Dettagli)           | Russia Anastasija Archipovskaja Vlada Čigirëva Maryna Golyadkina Veronika Kalinina Polina Komar Alla Shishkina Marija Šuročkina Varvara Subbotina                                             | 98,0000 | Cina Chang Hao Feng Yu Guo Li Huang Xuechen Liang Xinping Sun Wenyan Xiao Yanning Yin Chengxin                                                                        | 96,0333 | Ucraina Maryna Aleksiiva Vladyslava Aleksiiva Marta Fiedina Yana Nariezhna Kateryna Reznik Anastasiya Savchuk Alina Shynkarenko Yelyzaveta Yakhno                                             | 94,3667 |
| Programma libero combinato (Dettagli) | Russia Anastasija Archipovskaja Vlada Čigirëva Mayya Doroshko Maryna Golyadkina Michaėla Kalanča Veronika Kalinina Polina Komar Alla Shishkina Marija Šuročkina Varvara Subbotina             | 98,0000 | Cina Chang Hao Cheng Wentao Feng Yu Guo Li Liang Xinping Sun Wenyan Tang Mengni Wang Qianyi Xiao Yanning Yin Chengxin                                                 | 96,5667 | Ucraina Maryna Aleksiiva Vladyslava Aleksiiva Valeriia Aprielieva Veronika Hryshko Oleksandra Kovalenko Yana Nariezhna Kateryna Reznik Anastasiya Savchuk Alina Shynkarenko Yelyzaveta Yakhno | 94,5333 |
| Highlight (Dettagli)                  | Ucraina Maryna Aleksiiva Valeriia Aprielieva Oleksandra Kovalenko Kateryna Reznik Alina Shynkarenko Vladyslava Aleksiiva Veronika Hryshko Yana Nariezhna Anastasiya Savchuk Yelyzaveta Yakhno | 94,5000 | Italia Beatrice Callegari Linda Cerruti Costanza Di Camillo Gemma Galli Enrica Piccoli Domiziana Cavanna Francesca Deidda Costanza Ferro Alessia Pezone Federica Sala | 91,7333 | Spagna Leyre Abadía Abril Conesa Cecilia Jiménez Meritxell Mas Paula Ramírez Ona Carbonell Berta Ferreras Carmen Juárez Elena Melián Blanca Toledano                                          | 91,1333 |

## Medagliere
| Pos.   | Paese    | Oro | Argento | Bronzo | Totale |
| ------ | -------- | --- | ------- | ------ | ------ |
| 1      | Russia   | 9   | 0       | 0      | 9      |
| 2      | Ucraina  | 1   | 0       | 5      | 6      |
| 3      | Cina     | 0   | 5       | 0      | 5      |
| 4      | Italia   | 0   | 3       | 0      | 3      |
| 5      | Spagna   | 0   | 2       | 1      | 3      |
| 6      | Giappone | 0   | 0       | 4      | 4      |
| Totale | Totale   | 10  | 10      | 10     | 30     |